# Heterophyllum
Heterophyllum là một chi rêu trong họ Sematophyllaceae.